# خومبو

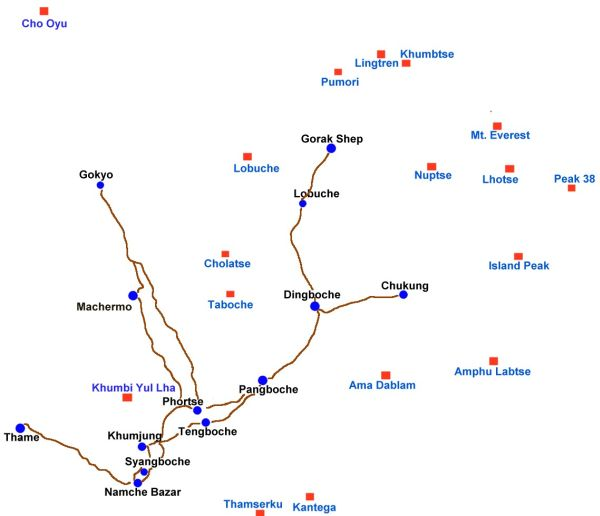
نقشه منطقه خومبو

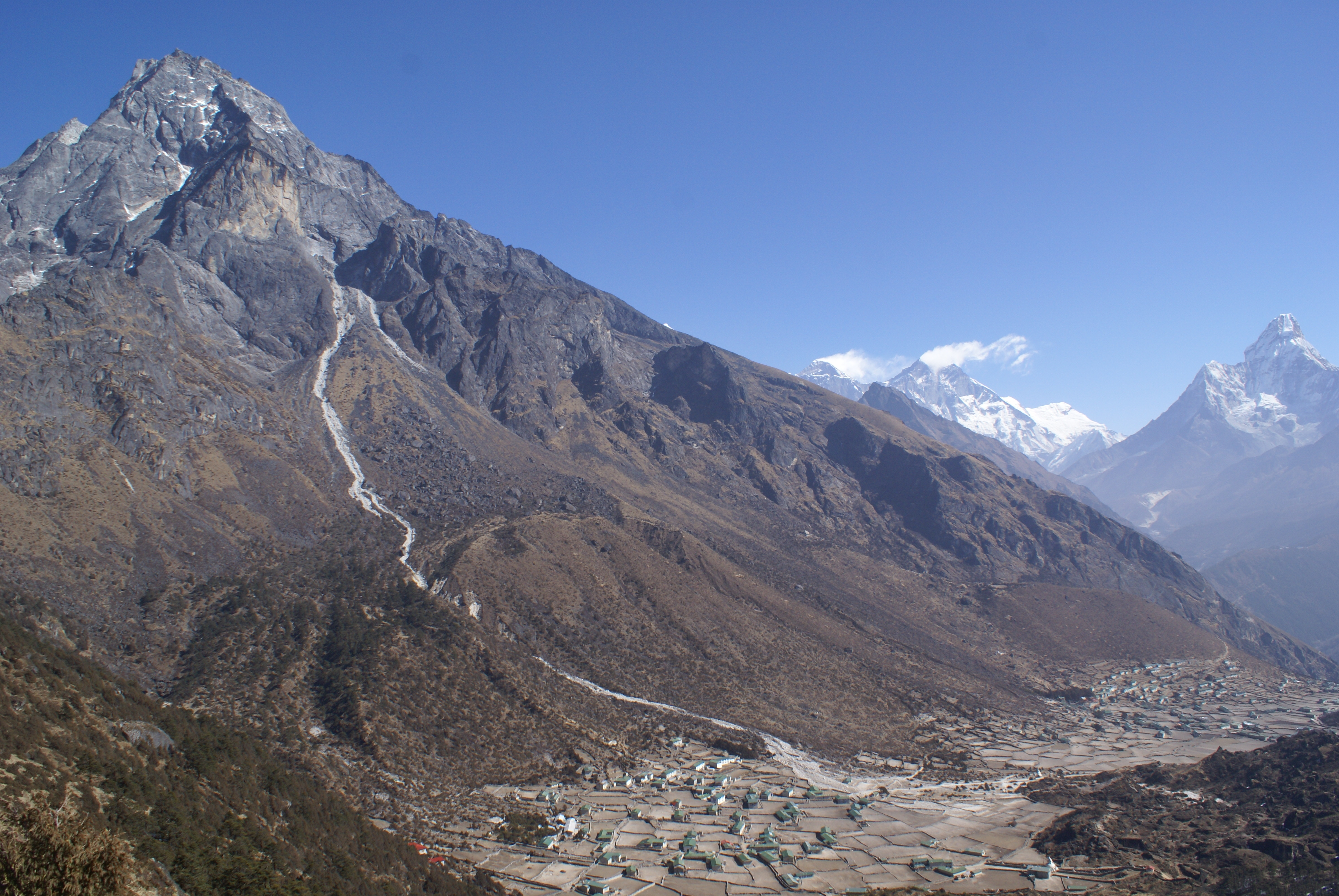
کوه خومبیلا برفراز خومبو

خومبو (انگلیسی: Khumbu‌‌) خومبو (همچنین به عنوان منطقه اورست شناخته شده‌است) منطقه‌ای در شمال شرقی نپال به سمت کوه اورست است. این بخشی از ناحیه سولوخومبو است که به نوبه خود بخشی از منطقه ساگارماتا به حساب می‌آید. خومبو یکی از سه حوزه خامو (به ویژه کولانگ) و شرپا است که از رشته‌کوه‌های هیمالیا تشکیل شده‌است، دو موقعیت دیگر سولو و فاراک هستند. این مناطق شامل شهر نمچه بازار و همچنین روستاهای تام، خوجانگ، پنگ پوچ، فریچ و کانده است. معبد معروف بودائی‌ها در تنگ بوچ نیز در خومبو قرار دارد.